# Самоваров Володимир Миколайович
Володи́мир Микола́йович Самова́ров (нар. 1946, Київ, УРСР - пом. 23 лютого 2021, Харків, Україна) - радянський, український фізик-експериментатор, доктор фізико-математичних наук, заступник директора Фізико-технічного інституту низьких температур імені Б. І. Вєркіна НАН України.

## Життєпис
Народився у 1946 році у м. Києві. У 1968 закінчив фізичний факультет Харківського державного університету, отримав спеціальність "радіофізика і електроніка". У 1968 був прийнятий на посаду інженера в Фізико-технічний інститут низьких температур АН УРСР і до останніх днів свого життя працював у цьому закладі. Працював на посадах  молодшого наукового співробітника (з 1970), старшого наукового співробітника (з 1983) завідувача відділу (з 1999), заступника директора ФТІНТ з наукової роботи (з 2006), провідного наукового співробітника (з 2014). У 1970 захистив дисертацію на здобуття наукового ступеня кандидата фізико-математичних наук за спеціальністю "фізична електроніка, у т.ч. квантова". У 2001 здобув ступінь доктора фізико-математичних наук за спеціальністю надпровідність. Одночасно з науковими дослідженнями займався літературною творчістю, висловлюючи свої думки у віршах, перекладах, прозі.

## Наукова діяльність
До галузей наукових інтересів Володимира Миколайовича входили  фізика твердого тіла, надпровідність, фізика наносистем, спектроскопія електронних збуджень. Він автор і співавтор більш ніж 150 наукових праць. Має індекс Гірша h=14 (06.2021). Був членом редакційної колегії міжнародного журналу "Фізика низьких температур" (Low Temperature physics).

## Вибрані наукові праці
1. В.Н. Самоваров, В.Л. Вакула, М.Ю. Либин, Антиферромагнитные корреляции в сверхпроводящих образцах YBa2Cu3O6+x по данным оптического поглощения; сравнение с результатами нейтронных и мюонных экспериментов, ФНТ 29, 1293 (2003);
2. V.N. Samovarov, V.L. Vakula, Stripe order and pseudogap state in YBa2Cu3O6+x as seen from magnon-assisted interband absorption, Physica C433, 1 (2005);
3. A.Г. Данильченко, Ю.С. Доронин, С.И. Коваленко, В.Н. Самоваров, Обнаружение эффекта расслоения на чистые компоненты в смешанных кластерах Ar-Xe, Письма ЖЭТФ 84, 385 (2006);
4. O.G. Danylchenko, Yu.S. Doronin, S.I. Kovalenko, M.Yu. Libin, V.N. Samovarov, V.L. Vakula, Luminescence evidence for bulk and surface excitons in free xenon clusters, Phys. Rev. A 76, 043202 (2007);
5. A.Г. Данильченко, С.И. Коваленко, В.Н. Самоваров, Электронография ГЦК-ГПУ перехода в кластерах аргона при изменении их размера, ФНТ 34, 1220 (2008);
6. A.Г. Данильченко, С.И. Коваленко, В.Н. Самоваров, Наблюдение сосуществования кристаллического и жидкоподобного состояний в кластерах аргона, допированных криптоном, ФНТ 34, 1308 (2008);
7. Yu.S. Doronin, M.Yu. Libin, V.N. Samovarov, V.L. Vakula, Spectroscopic observation of (N2)2 dimers in free icosahedral N2 and Ar-N2 clusters, Phys. Rev. A 84, 023201 (2011);
8. O.G. Danylchenko, S.I. Kovalenko, O.P. Konotop, V.N. Samovarov, Composition of Ar–Kr, Kr–Xe, and N2–Ar clusters produced by supersonic expansion of gas mixtures, J. Clust. Sci. 26, 863 (2015);

## Нагороди
Премія ім. Б.І. Вєркіна НАН України (2008). Відзнака НАН України "За професійні здобутки" (2009).